# Noyarey
Noyarey és un municipi francès situat al departament de la Isèra i a la regió d'Alvèrnia-Roine-Alps. L'any 2007 tenia 2.064 habitants.

## Demografia

### Població
El 2007 la població de fet de Noyarey era de 2.064 persones. Hi havia 804 famílies de les quals 176 eren unipersonals (72 homes vivint sols i 104 dones vivint soles), 272 parelles sense fills, 308 parelles amb fills i 48 famílies monoparentals amb fills.
La població ha evolucionat segons el següent gràfic:
Habitants censats

### Habitatges
El 2007 hi havia 837 habitatges, 804 eren l'habitatge principal de la família, 12 eren segones residències i 21 estaven desocupats. 649 eren cases i 187 eren apartaments. Dels 804 habitatges principals, 635 estaven ocupats pels seus propietaris, 153 estaven llogats i ocupats pels llogaters i 16 estaven cedits a títol gratuït; 9 tenien una cambra, 38 en tenien dues, 95 en tenien tres, 253 en tenien quatre i 409 en tenien cinc o més. 623 habitatges disposaven pel capbaix d'una plaça de pàrquing. A 298 habitatges hi havia un automòbil i a 445 n'hi havia dos o més.

### Piràmide de població
La piràmide de població per edats i sexe el 2009 era:
| Homes | Edats   | Dones |
| ----- | ------- | ----- |
| 0     | 95 o +  | 4     |
| 0     | 90 a 94 | 12    |
| 12    | 85 a 89 | 4     |
| 12    | 80 a 84 | 12    |
| 20    | 75 a 79 | 20    |
| 32    | 70 a 74 | 24    |
| 44    | 65 a 69 | 56    |
| 44    | 60 a 64 | 56    |
| 60    | 55 a 59 | 56    |
| 120   | 50 a 54 | 108   |
| 56    | 45 a 49 | 56    |
| 76    | 40 a 44 | 88    |
| 76    | 35 a 39 | 88    |
| 76    | 30 a 34 | 64    |
| 60    | 25 a 29 | 52    |
| 56    | 20 a 24 | 48    |
| 108   | 15 a 19 | 68    |
| 100   | 10 a 14 | 84    |
| 64    | 5 a 9   | 92    |
| 44    | 0 a 4   | 60    |

## Economia
El 2007 la població en edat de treballar era de 1.405 persones, 1.045 eren actives i 360 eren inactives. De les 1.045 persones actives 994 estaven ocupades (527 homes i 467 dones) i 51 estaven aturades (18 homes i 33 dones). De les 360 persones inactives 131 estaven jubilades, 142 estaven estudiant i 87 estaven classificades com a «altres inactius».

### Ingressos
El 2009 a Noyarey hi havia 848 unitats fiscals que integraven 2.245,5 persones, la mediana anual d'ingressos fiscals per persona era de 22.150 €.

### Activitats econòmiques
Dels 100  establiments que hi havia el 2007, 1 era d'una empresa alimentària, 1 d'una empresa de fabricació de material elèctric, 9 d'empreses de fabricació d'altres productes industrials, 18 d'empreses de construcció, 13 d'empreses de comerç i reparació d'automòbils, 11 d'empreses de transport, 6 d'empreses d'hostatgeria i restauració, 3 d'empreses d'informació i comunicació, 3 d'empreses financeres, 1 d'una empresa immobiliària, 20 d'empreses de serveis, 8 d'entitats de l'administració pública i 6 d'empreses classificades com a «altres activitats de serveis».
Dels 27 establiments de servei als particulars que hi havia el 2009, 1 era una oficina de correu, 3 tallers de reparació d'automòbils i de material agrícola, 1 paleta, 7 guixaires pintors, 3 fusteries, 3 lampisteries, 3 electricistes, 2 perruqueries i 4 restaurants.
Dels 2 establiments comercials que hi havia el 2009, 1 era una botiga de menys de 120 m² i 1 una fleca.
L'any 2000 a Noyarey hi havia 18 explotacions agrícoles que ocupaven un total de 96 hectàrees.

## Equipaments sanitaris i escolars
L'únic equipament sanitari que hi havia el 2009 era una farmàcia.
El 2009 hi havia 1 escola maternal i 1 escola elemental.

## Poblacions més properes
El següent diagrama mostra les poblacions més properes.